# Gheorgheni
Gheorgheni (węg. Gyergyószentmiklós) – miasto w Rumunii, w okręgu Harghita, w Siedmiogrodzie. Liczy 22 tys. mieszkańców (2006).

## Położenie
Leży na wschodnim skraju Kotliny Giurgeu, u podnóży gór Giurgeu, na rozległym stożku napływowym usypanym przez wody potoku Belcina, spływającego spod przełęczy Bicaz  (rum. Pasul Pângărați; 1256 m n.p.m.). Zabudowa miasta rozciąga się głównie wzdłuż doliny tego potoku.
Przez zachodnią część Gheorgheni przebiega ważna linia kolejowa z Braszowa przez Miercurea-Ciuc do Dej. W mieście od drogi biegnącej z Miercurea-Ciuc na południu do miasta Toplița na północnym zachodzie odgałęzia się droga, wiodąca przez przełęcz Bicaz na wschód, do miasta Bicaz, już po wschodniej stronie grzbietu Karpat.

## Sport
- CS Progym Gheorgheni – klub hokeja na lodzie (do 2018)
- Gyergyói HK – klub hokeja na lodzie (od 2018)

## Urodzeni w Gheorgheni
- Katalin Marosi – węgierska tenisistka
- Agnes Szatmari – rumuńska tenisistka

## Miasta partnerskie
- Békés, Węgry
- Rákosmente, Węgry
- Cegléd, Węgry
- Eger, Węgry
- Kiskunmajsa, Węgry
- Siófok, Węgry
- Szigetszentmiklós, Węgry
- Bačka Topola, Serbia